# Никоново (Вичугский район)
Никоново — опустевшая деревня в Вичугском районе Ивановской области. Входит в состав Сошниковского сельского поселения.

## География
Находится в северо-восточной части Ивановской области на расстоянии приблизительно 11 км на юго-восток по прямой от районного центра города Вичуга.

## История
В 1872 году здесь (тогда Юрьевецкий уезд Костромской губернии) было учтено 17 дворов, в 1907 году —24.

## Население
Постоянное население составляло 96 человек (1872 год), 70 (1897), 98 (1907), 0 как в 2002 году, так и в 2010.